# Нестеров, Сергей Борисович
Сергей Борисович Нестеров  (род. 11 августа 1957 года, Киселевск Кемеровской области) — специалист в области криотехники, доктор технических наук, профессор кафедры низких температур МЭИ. Член Международной академии холода (2003), член РАЕН (2010), Академии метрологии (2016). Краевед, член Союза писателей России (2008), член Совета Союза краеведов России (2013).

## Биография
Сергей Борисович Нестеров родился 11 августа 1957 года в городе Киселевске Кемеровской области в семье горного инженера. В 1974 году окончил среднюю школу № 1 (ныне лицей № 1 имени академика Н. А. Доллежаля) в городе Подольск Московской области. В 1980 году успешно окончил Московский энергетический институт (МЭИ) по специальности «Криогенная техника», получил специальность инженера-криофизика. В годы учёбы и работы в МЭИ был членом бюро ВЛКСМ, секретарём парткома энергофизического факультета МЭИ, езди в стройотряды: «Саяны — 76», «Селигер — 76», «Москва — 78», «Лефортово — 78» и др.
По окончании института остался там же работать. С 1979 по 2002 год работал в МЭИ на должностях: инженер, аспирант, ассистент, доцент. С 1994 по 2004 год был первым заместителем заведующего кафедры низких температур МЭИ в 2004−2014 годах профессор МЭИ. В институте читал лекции: «Криостатирование энергетических систем», «Основы нанотехнологии», «Криовакуумная техника» и др.
В 1985 году защитил кандидатскую диссертацию на тему «Исследование взаимодействия газа с поверхностью твердого тела (криосорбция гелия)», в 2000 году — докторскую диссертацию на тему «Криосорбция изотопов гелия. Физические особенности и практические приложения».
В 2002 году организовал в Московской области музей «Русская усадьба в Поливанове», был его научным руководителем.
С 2001 года работал заместителем директора по научной работе Государственного научно-исследовательского института вакуумной техники им. С. А. Векшинского. В 2004 году был назначен заместителем директора по научной работе ФГУП «Научно-исследовательский институт вакуумной техники им. С. А. Векшинского». С 2010 года работал директором научно-образовательного центра «Нанотехнологии в СВЧ полупроводниковой электронике» при «НИИ вакуумной техники им. С. А. Векшинского». С 2017 года был советником генерального директора АО «Вакууммаш».

## Научная деятельность
Член специализированного диссертационного совета МЭИ. Под руководством С. Нестерова было подготовлено и защищено 6 кандидатских диссертаций. Является автором 330 научных работ, включая 10 монографий и учебных пособий.
Сергей Борисович Нестеров является членом комиссии института холода в Париже (2000), членом РАЕН (2010), член координационного совета Российского Союза научных и инженерных общественных объединений (2015), Международной академии холода (2003), Академии метрологии (2016), Президент Российского научно-технического вакуумного общества имени академика С. А. Векшинского (2015). Член специализированных учёных советов МГТУ им. Н. Э. Баумана, МАИ и Казанского научно-исследовательского технологического университета.
Его перу принадлежат работы, посвящённые научному наследию М. В. Ломоносова, К. Э. Циолковского, Д. И. Менделеева, С. А. Векшинского, он написал три автобиографические книги: «Игры, увлечения, развлечения и другие занятия нашего детства» (2006), «Мои университеты» (2006), «Три кита» (2007), краеведческие книги по истории села Поливаново, в котором он отдыхал в детстве у родственников, книги по истории села Нагайское Ряжского района: «Село Нагайское — каким я его помню» (2005), «Чтоб свеча не погасла» (2007).
Область научных интересов: вакуумные транспортные системы, вакуумные технологии и аэрокосмический комплекс, технологии формирования тонких плёнок и методики их исследования; вакуумные технологии; нанотехнология и биотехнология; криогенная и криовакуумная техника.
Сергей Борисович Нестеров был одним из создателей в МЭИ научных направлений: «Криовакуумная техника», «Нанотехнология» и «Износостойкость энергетического оборудования».

### Труды
- Подходы к созданию комплексных систем для отработки и испытания космических аппаратов (в соавторстве). Инженерный журнал: наука и инновации. № 1, 2013.
- Получение кривых по динамике изотерм в биоткани на разных глубинах. (в соавторстве). Инженерный журнал: наука и инновации. № 1, 2013.
- Методы расчёта сложных вакуумных систем (соавт. Ю. К. Васильев, А. В. Андросов, 2004), Сканирующие зондовые микроскопы (соавт.) 2007.
- Низкотемпературные системы откачки (соавт.), М. 2007.
- Кто есть кто в вакуумной технике. Нестеров Сергей Борисович // Вакуумная техника и технология. — 2000. — Т. 10. — № 4.

## Награды и звания
- Медаль «В память 850-летия Москвы» (1997).
- Медаль С. А. Векшинского (2007).